# Romane Lunel
Pour les articles homonymes, voir Lunel (homonymie).

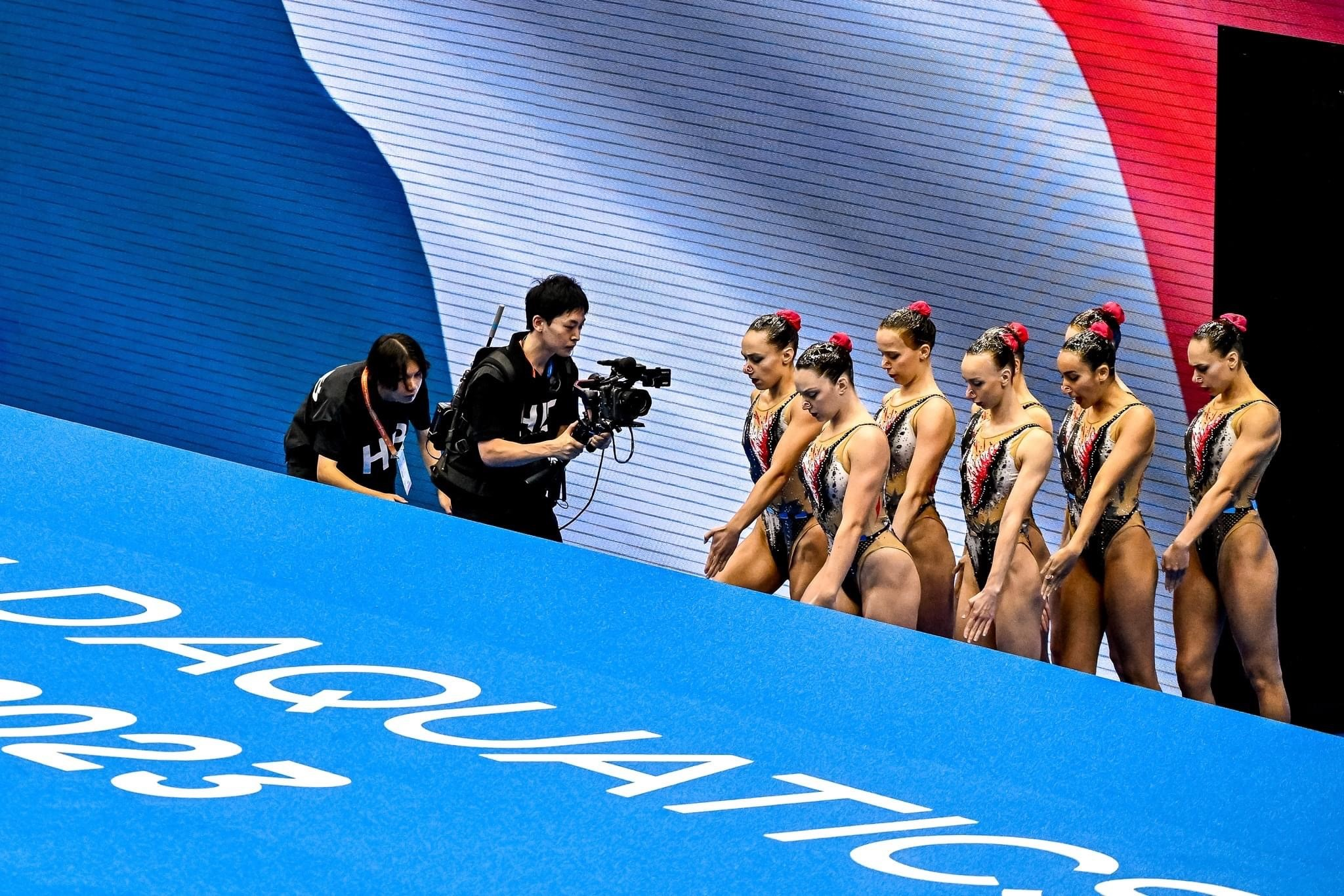
Romane Lunel et l'équipe de France aux Championnats du monde de natation 2023

Romane Lunel, née le 11 novembre 2004 à Alençon, est une nageuse synchronisée française.

## Biographie
D’origine normande, ses parents l’inscrivent à la natation synchronisée au club d’Ancenis, en Loire-Atlantique. Elle s'y entraîne durant quatre années avant de partir en sport-études au Pôle espoir de Nantes. Après ses années d’internat, Romane Lunel intègre l’INSEP en 2021. 
Le 11 août 2022, elle remporte la médaille de bronze de l'épreuve technique par équipe de natation artistique lors des Championnats d'Europe de natation 2022 à Rome ; le lendemain, elle obtient une nouvelle médaille de bronze en highlights.
Aux Jeux européens de 2023 à Oświęcim, Romane Lunel est médaillée de bronze de l'épreuve technique par équipes et médaillée d'or de l'épreuve acrobatique,.
Elle participe aux Jeux olympiques d'été de Paris 2024 pour l'épreuve du ballet,. 